# Luís Mendonça
Luís Carlos Ribeiro Nunes Mendonça (16 de enero de 1986) es un ciclista profesional portugués.

## Palmarés
2018
- Vuelta al Alentejo[2]

2020
- 1 etapa del Trofeo Joaquim Agostinho